# 9 janvier en sport
9 décembre 9 février
Chronologies thématiques
- Croisades
- Ferroviaires
- Disney

Le 9 janvier (9e jour de l'année) en sport.

## Événements

### XIXesiècle
- 1811
  - (Golf) : premier tournoi de golf féminin connu se joue au Musselburgh Golf Club en Écosse[1].

- 1864
  - (Football) : à Londres, le premier match de football officiel a lieu selon les règles de la The FA.
- 1886 :
  - (Rugby à XV /Tournoi britannique) : le pays de Galles subit une deuxième défaite contre l'équipe d'Écosse à Cardiff sur le score de 2 à 0[2].

### XXesièclede1951à2000
- 1977 :
  - (Formule 1) : Grand prix d'Argentine.

### XXIesiècle
- 2006 :
  - (Tennis) : 1re victoire du finlandais Jarkko Nieminen qui bat en finale du tournoi d'Auckland (Nouvelle-Zélande) le Croate Mario Ančić 6-2 6-2.
- 2007 :
  - (Baseball) : Tony Gwynn des Padres de San Diego et Cal Ripken, Jr. des Orioles de Baltimore sont élus au temple de la renommée du baseball.
  - (Football) : Première édition du Dubai Challenge Cup à Dubai.
- 2015 :
  - (Football) : début de la 16e édition de la Coupe d'Asie de football qui se déroule en Australie jusqu'au 31 janvier 2015.
- 2022 :
  - (Football /CAN) : début de la 33e édition de la Coupe d'Afrique des nations qui se déroule jusqu' au 6 février 2022  au Cameroun dans les villes de Yaoundé, Douala, Limbé, Bafoussam et Garoua.

## Naissances

### XIXesiècle
- 1849 :
  - John Hartley, joueur de tennis britannique. Vainqueur des Tournois de Wimbledon 1879 et 1880. († 21 août 1935).
- 1873 :
  - Thomas Curtis, athlète de haies américain. Champion olympique du 110 m haies aux Jeux d'Athènes 1896. († 23 mai 1944).
  - John Flanagan, athlète de lancers américain. Champion olympique du marteau aux Jeux de Paris 1900, champion olympique du marteau et médaillé d'argent du poids aux Jeux de Saint-Louis 1904 puis champion olympique du marteau aux Jeux de Londres 1908. († 4 juin 1938).
  - Harry Spanjer, boxeur américain. Champion olympique des -61,2 kg et médaillé d'argent des -65,8 kg aux Jeux de Saint-Louis 1904. († 16 juillet 1958).
- 1874 :
  - José de Amézola y Aspizúa, joueur de pelote basque espagnol. Champion olympique aux Jeux de Paris 1900. († ? 1922).
- 1885 :
  - Charles Bacon, athlète de haies américain. Champion olympique du 400 m haies aux Jeux de Londres 1908. († 15 novembre 1968).
- 1887 :
  - Sammy Davis, pilote de courses automobile d'endurance britannique. Vainqueur des 24 Heures du Mans 1927. († 9 janvier 1981).

### XXesièclede1901à1950
- 1910 : 
  - Thomas Evenson, athlète de fond et de steeple britannique, médaillé d'argent du 3 000 m steeple aux Jeux de Los Angeles de 1932 († 28 novembre 1997).
- 1920 :
  - Stefan Żywotko, footballeur puis entraîneur polonais. († 10 février 2022).
- 1921 : 
  - Ágnes Keleti, gymnaste hongroise. Championne olympique du sol individuel et par équipes, de la poutre et des barres asymétriques, médaillée d'argent du concours général individuel et par équipes aux Jeux de Melbourne 1956, championne olympique au sol, médaillée d'argent du concours général par équipes puis de bronze aux barres asymétriques et aux exercices d'ensemble avec agrès portatifs par équipes aux jeux d'Helsinki 1952. Championne du monde de gymnastique artistique aux barres asymétriques1954. Doyenne du monde officielle des médaillés olympiques  lors de la Cérémonie d'ouverture des Jeux de Tokyo 2020, le 23 juillet 2021[3]. († 2 janvier 2025).
- 1923 : 
  - Karl-Heinz Metzner, footballeur allemand, champion du monde de football en 1954 (2 sélections en équipe d'Allemagne. († 25 octobre 1994).
- 1934 : 
  - Bart Starr, joueur de foot U.S puis entraîneur américain. († 26 mai 2019).
- 1935 : 
  - John Graham, joueur de rugby à XV néo-zélandais. (53 sélections en équipe de Nouvelle-Zélande). († 2 août 2017).
- 1936 : 
  - Pierre Orsini, pilote de rallyes automobile français. († 19 mai 2018).
- 1946 : 
  - Jean-Pierre Lux, joueur de rugby à XV français, vainqueur du grand chelem de 1968 et des tournois des Cinq Nations  de 1967 et 1970 (47 sélections en équipe de France. († 15 décembre 2020).
- 1947 : 
  - Stefka Yordanova, athlète de sprint et de demi-fond bulgare († 16 janvier 2011).
- 1948 : 
  - Jan Tomaszewski, footballeur puis homme politique polonais. Médaillé d'argent aux Jeux olympiques de Montréal en 1976. (63 sélections en équipe de Pologne. Député parlementaire de 2011 à 2015).

### XXesièclede1951à2000
- 1951 :
  - M.L. Carr, basketteur puis entraîneur américain.
- 1953 :
  - Takeshi Sō, athlète de fond japonais.
  - André Truffaut, footballeur français.
- 1955 :
  - Bruce Boudreau, hockeyeur sur glace puis entraîneur canadien.
- 1957 :
  - Daniel Haquet, basketteur puis entraîneur français. (81 sélections en Équipe de France).
- 1959 :
  - Mark Martin, pilote de NASCAR américain.
  - Otis Nixon, joueur de baseball américain.
- 1960 :
  - Éric Béchu, joueur de rugby à XV puis entraîneur français. († 15 janvier 2013).
  - Pascal Fabre, pilote de F1 et de courses automobile d'endurance français.
- 1961 :
  - Didier Camberabero, joueur de rugby à XV français. Vainqueur du Tournoi des cinq nations 1983. (36 sélections avec l'équipe de France).
  - Jean-Patrick Lescarboura, joueur de rugby à XV français. (28 sélections avec l'équipe de France).
  - Yannick Stopyra, footballeur français. (33 sélections en équipe de France).
- 1963 :
  - Mathieu Hermans, cycliste sur route néerlandais.
- 1965 :
  - Muggsy Bogues, basketteur puis entraîneur américain. Champion du monde de basket-ball 1986. (10 sélections en équipe des États-Unis).
  - Iain Dowie, footballeur puis entraîneur nord-irlandais. (59 sélections en équipe d'Irlande du Nord).
  - Valérie Garnier, basketteuse puis entraîneuse française. (61 sélections en équipe de France). Victorieuse de l'Eurocoupe féminine de basket-ball 2016. Sélectionneuse de l'équipe de France féminine de 2013 à 2021, médaillée d'argent au championnat d'Europe 2013, 2015, 2017, 2019 et 2021 puis médaillée de bronze aux jeux de Tokyo 2020.
- 1967 :
  - Claudio Caniggia, footballeur argentin. Vainqueur de la Copa América 1991 et de la Copa Libertadores 1986. (50 sélections en équipe d'Argentine).
  - Gary Teichmann, joueur de rugby à XV sud-africain. Vainqueur du Tri-nations 1998. (42 sélections en équipe d'Afrique du Sud).
- 1968 :
  - Franck Dumas, footballeur puis entraîneur français. Sélectionneur de l'équipe de Guinée équatoriale de 2017 à 2018.
- 1970 :
  - Bernard Bouger, footballeur puis entraîneur français.
- 1971 :
  - Anna Brzezińska, athlète de demi-fond polonaise puis néo-zélandaise.
  - Marc Houtzager, cavalier de sauts d'obstacles néerlandais. Médaillé d'argent par équipes aux jeux de Londres 2012.
  - Christoph Sieber, véliplanchiste autrichien. Champion olympique de Mistral aux jeux de Sydney 2000.
  - Yolanda Soler, judokate espagnole. Médaillée de bronze des -48kg aux Jeux de Barcelone.
  - Scott Thornton, hockeyeur sur glace canadien.
- 1972 :
  - Guéric Kervadec, handballeur puis dirigeant sportif et consultant TV français. Champion du monde de handball masculin 1995 puis médaillé de bronze aux Mondiaux de handball masculin 1997 et 2005. Vainqueur des Coupe EHF 1999 et 2001 puis de la Ligue des champions 2002. (217 sélections en équipe de France).
  - Vincent Riou, navigateur français. Vainqueur du Vendée Globe 2005 et du Fastnet Race 2011.
- 1973 :
  - Wang Junxia, athlète de fond chinoise. Championne olympique du 5 000 m et médaillée d'argent du 10 000 m aux Jeux d'Atlanta 1996. Championne du monde d'athlétisme du 10 000 m 1993. Détentrice du record du monde du 3 000 mètres depuis le 12 septembre 1993 et du record du monde du 10 000 mètres du 8 septembre 1993 au 12 août 2016.
  - Oleksandr Vioukhine, hockeyeur sur glace soviétique puis ukrainien. († 7 septembre 2011).
- 1974 : 
  - Jeremy Akers, joueur de foot U.S américain.
- 1975 :
  - James Beckford, athlète de saut jamaïcain. Médaillé d'argent de la longueur aux Jeux d'Atlanta 1996.
- 1976 :
  - Radek Bonk, hockeyeur sur glace tchèque. Champion du monde de hockey sur glace 1996.
- 1977 :
  - Stéphane Dondon, basketteur français.
- 1978 :
  - Mathieu Garon, hockeyeur sur glace canadien.
  - Gennaro Gattuso, footballeur puis entraîneur italien. Champion du monde de football 2006. Vainqueur des Ligue des champions 2003 et 2007. (73 sélections en équipe nationale).
  - Chad Johnson, joueur puis entraîneur de foot U.S. américain.
- 1980 :
  - Edgar Álvarez, footballeur hondurien. (54 sélections en équipe du Honduras).
  - Sergio García, golfeur espagnol.
  - Sam Hancock, pilote de course automobile britannique.
- 1981 :
  - Ole Erevik, handballeur norvégien. (184 sélections en équipe de Norvège).
  - Euzebiusz Smolarek, footballeur polonais. Vainqueur de la Coupe UEFA 2002. (47 sélections en équipe de Pologne).
- 1983 :
  - Per Verner Rønning, footballeur norvégien.
- 1984 :
  - Vincent Descombes Sevoie, sauteur à ski français.
  - Bobby Jones, basketteur américain.
  - Oliver Jarvis, pilote de courses automobile britannique.
- 1985 :
  - Maxim Belkov, cycliste sur route russe.
  - Bobô, footballeur brésilien.
  - Juanfran, footballeur espagnol. Champion d'Europe de football 2012. Vainqueur des Ligues Europa 2012 et 2018. (22 sélections en équipe d'Espagne).
- 1986 :
  - Raphael Diaz, hockeyeur sur glace suisse.
- 1987 :
  - Sam Bird, pilote de courses automobile d'endurance et de Formule E britannique. (7 victoires en ePrix de Formule E).
  - Jami Puustinen, footballeur finlandais.
- 1988 :
  - Marc Crosas, footballeur espagnol.
- 1989 :
  - Kinga Achruk, handballeuse polonaise. Victorieuse de la Ligue des champions de handball féminin 2015 et de la Coupe Challenge féminine de handball 2018. (143 sélections en équipe de Pologne).
  - Michael Beasley, basketteur américain.
  - Kevin Benavídes, pilote moto de rallye-raid argentin.
  - Nick Phipps, joueur de rugby à XV australien. Vainqueur du The Rugby Championship 2015. (72 sélections en équipe d'Australie).
  - Samardo Samuels, basketteur jamaïcain. (16 sélections en équipe de Jamaïque).
- 1990 :
  - Todor Skrimov, volleyeur bulgare. (19 sélections en équipe de Bulgarie).
  - Stefana Veljković, volleyeuse serbe. Médaillée d'argent aux Jeux de Rio 2016. Championne du monde féminine de volley-ball 2018. Championne d'Europe féminine de volley-ball 2017 et 2019. Victorieuse de la ligue des champions féminine 2019. (173 sélections en équipe de Serbie).
- 1992 :
  - Hichem Daoud, handballeur algérien. (104 sélections en équipe d'Algérie).
  - Jenny Fouasseau, basketteuse française.
  - Terrence Jones, basketteur américain.
- 1993 :
  - Joonas Cavén, basketteur finlandais. (17 sélections en équipe de Finlande).
- 1994 :
  - Maximilian Schachmann, cycliste sur route allemand. Champion du monde de cyclisme sur route du contre-la-montre par équipes de marques 2018.
- 1995 :
  - Dominik Livaković, footballeur croate. (51 sélections en équipe de Croatie).
- 1997 :
  - Florian Ayé, footballeur français.
  - Issa Diop, footballeur franco-sénégalais.
- 1998 :
  - Jérémy Livolant, footballeur français.
- 1999 :
  - Jiří Letáček, footballeur tchèque.
- 2000 :
  - Timmy Allen, basketteur américain.

### XXIesiècle
- 2001 :
  - Kristoffer Askildsen, footballeur norvégien. (1 sélection en équipe de Norvège).
  - Tyler Burey, footballeur anglais.
  - Eric García, footballeur espagnol. Médaillé d'argent aux jeux de Tokyo 2020. (19 sélections en équipe d'Espagne).
  - Zeke Nnaji, basketteur américain.
  - Christian Witzig, footballeur autrichien.
- 2002 :
  - Piero Hincapié, footballeur équatorien.
  - Franco Orozco, footballeur argentin.
  - Svit Sešlar, footballeur slovène.
  - Guillermo Wagner, footballeur uruguayen.
- 2004 :
  - Stefan Leković, footballeur serbe.
- 2006 :
  - Mathis Lambourde, footballeur français.

## Décès

### XXesièclede1901à1950
- 1930 :
  - Hughie Ferguson, 31 ans, footballeur écossais. (° 2 mars 1898).
- 1940 :
  - Alex Bennett, 58 ans, footballeur puis entraîneur écossais. (11 sélections en équipe d'Écosse). (° 20 octobre 1881).
- 1941 :
  - Dimítrios Golémis, 63 ans, athlète de demi-fond grec. Médaillé de bronze du 800 m aux Jeux d'Athènes 1896. (° 15 novembre 1877).

### XXesièclede1951à2000
- 1959 :
  - Jack Kirwan, 80 ans, footballeur puis entraîneur irlandais. (17 sélections en équipe d'Irlande). (° 9 février 1878).
- 1971 :
  - Elmer Flick, 94 ans, joueur de baseball américain. (° 11 janvier 1876).
- 1981 :
  - Sammy Davis, 94 ans, pilote de courses automobile d'endurance britannique. Vainqueur des 24 Heures du Mans 1927. (° 9 janvier 1887).
  - Désiré Koranyi, 66 ans, footballeur puis entraîneur hongrois puis français. (5 sélections en équipe de France). (° 28 janvier 1914).
- 1993 :
  - Mario Genta, 80 ans, footballeur puis entraîneur italien. Champion du monde de football 1938. (2 sélections en équipe d'Italie). (° 1er mars 1912).

### XXIesiècle
- 2003 :
  - Ignace Heinrich, 77 ans, athlète d'épreuves combinées français. Médaillé d'argent du décathlon aux Jeux de Londres 1948. Champion d'Europe d'athlétisme du décathlon 1950. (° 31 juillet 1925).
- 2006 :
  - Andy Caldecott, 41 ans, pilote de rallye-raid moto australien. (° 10 août 1964).
- 2007 :
  - Elmer Symons, 29 ans, pilote de rallye-raid moto sud-africain. (° 14 février 1977).
- 2009 :
  - René Herms, 26 ans, athlète de demi-fond allemand. (° 17 juillet 1982).
- 2012 :
  - Ron Caron, 82 ans, dirigeant de hockey sur glace canadien. (° 19 décembre 1929).
  - Aldo Zenhäusern, 61 ans, hockeyeur sur glace suisse. (° 3 août 1951).
- 2016 :
  - Maria Teresa de Filippis, 89 ans, pilote de courses automobile italienne. († 11 novembre 1926).
- 2017 :
  - Roberto Cabañas, 55 ans, footballeur paraguayen. Vainqueur de la Copa América 1979. (28 sélections en équipe du Paraguay). (° 20 avril 1961).
- 2018 :
  - Ted Phillips, 84 ans, footballeur puis entraîneur anglais. (° 21 août 1933).